# Larisa Iltjenko
Larisa Dmitrijevna Iltjenko (russisk: Лариса Дмитриевна Ильченко) (født 18. november 1988 i Volgograd) er en russisk langdistance og åbent vand-svømmer. 
Som 19-årig havde hun vundet otte verdensmesterskabstitler samt en EM-guld.
Larisa Iltjenko var derfor storfavorit, da hun, endnu inden hun var fyldt tyve år, stillede op, da 10 km åbent vand-svømning kom på OL-programmet første gang ved OL 2008 i Beijing. Hun levede også op til værdigheden, da hun, efter at have svømmet lige efter de forreste hele løbet, satte en spurt ind med 110 m til mål og sejrede med halvandet sekund ned til to britiske svømmere, Keri-Anne Payne på andenpladsen og Cassie Patten yderligere et par sekunder bagud.